# Club Voleibol Rochelambert
El Club Voleibol Rochelambert es un club de voleibol, de la ciudad de Sevilla, España.
El club se fundó el 19 de octubre de 1987. En el año 2012 celebró su 25 aniversario.
En la temporada 2011 / 2012 tuvo equipos en las categorías infantil, cadete, juvenil y senior femenino y senior masculino, compitiendo 2 de los equipos senior en 2ª Nacional. El equipo femenino ha renunciado al ascenso a 1ª división por razones económicas.
Para fomentar el voleibol también entrenan en el club jugadores alevines y benjamines.